# Саалумарада Тіммакка
Саалумарада Тіммакка, також відома як Аала Марада Тіммакка — індійська екологиня зі штату Карнатака, відома посадкою та доглядом за 385 баньянами вздовж 45-кілометрової ділянки шосе між Гулікалом і Кудуром. Також вона посадила майже 8000 інших дерев. Відзначена Національною нагородою громадян Індії. Її робота була визнана урядом Індії, а в 2019 році вона була нагороджена Падмою Шрі. На її честь названа американська екологічна організація, що базується в Лос-Анджелесі та Окленді, Каліфорнія, «Ресурси для екологічної освіти Тіммакки». Центральний університет Карнатаки 2020 році оголосив її почесною докторкою.

## Раннє життя
Тіммакка народилася в Губбі Талук, район Тумукуру в штаті Карнатака. Вона була одружена з Чіккайя, вихідцем із села Гулікал в талуці Магаді району Раманагара в штаті Карнатака. Вона не отримала офіційної освіти і працювала випадковою робітницею в сусідній каменоломні. Подружжя не могло мати дітей, але вони усиновили Сур'ю Пракаш. 
Кажуть, що Тіммакка почала садити баньян, щоб упоратись із горем від бездітності. Саалумарада (ряд дерев на мові каннада) її називали через її роботу.

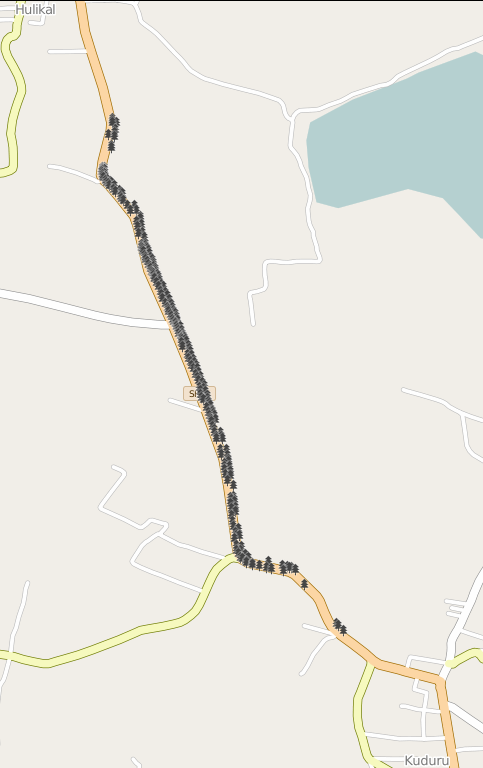
Дерева, посаджені Салумарадою Тіммаккою вздовж SH94 від Хулікала до села Кудуру

## Висадка баньянів
Біля села Тіммакка було багато фікусів (баньян). Тімакка та її чоловік почали щеплення саджанців із цих дерев. У перший рік прищеплювали десять саджанців і висаджували на відстані 5 км біля сусіднього села Кудур. На другий рік висадили 15 саджанців, на третій – 20. Вона використала свої мізерні ресурси для посадки цих дерев. Подружжя носило чотири відра з водою на відстань чотири кілометри, щоб поливати саджанці. Від випасу худоби їх також захищали, обгороджуючи колючими чагарниками.
Саджанці висаджували в основному під час сезону дощів, щоб для їх зростання було достатньо дощової води. До настання наступних мусонів саджанці незмінно приживалися. Загалом було висаджено 384 дерева, а вартість їх активів оцінюється приблизно в 1,5 мільйона рупій. Керування цими деревами тепер перейшло до уряду Карнатаки.
385 дерев баньянів, які Тіммакка посадила й виплекала, опинилися під загрозою зрубу для розширення дороги Багепаллі-Халагуру у 2019 році. Тіммакка звернувся до головного міністра Х. Д. Кумарасвамі та заступника головного міністра Г. Парамешвара з проханням переглянути проєкт. У результаті уряд вирішив шукати альтернативи для збереження 70-річних дерев.

## Нагороди
За свої досягнення Тіммакка була нагороджена такими нагородами та відзнаками:
- Премія Падма Шрі - 2019

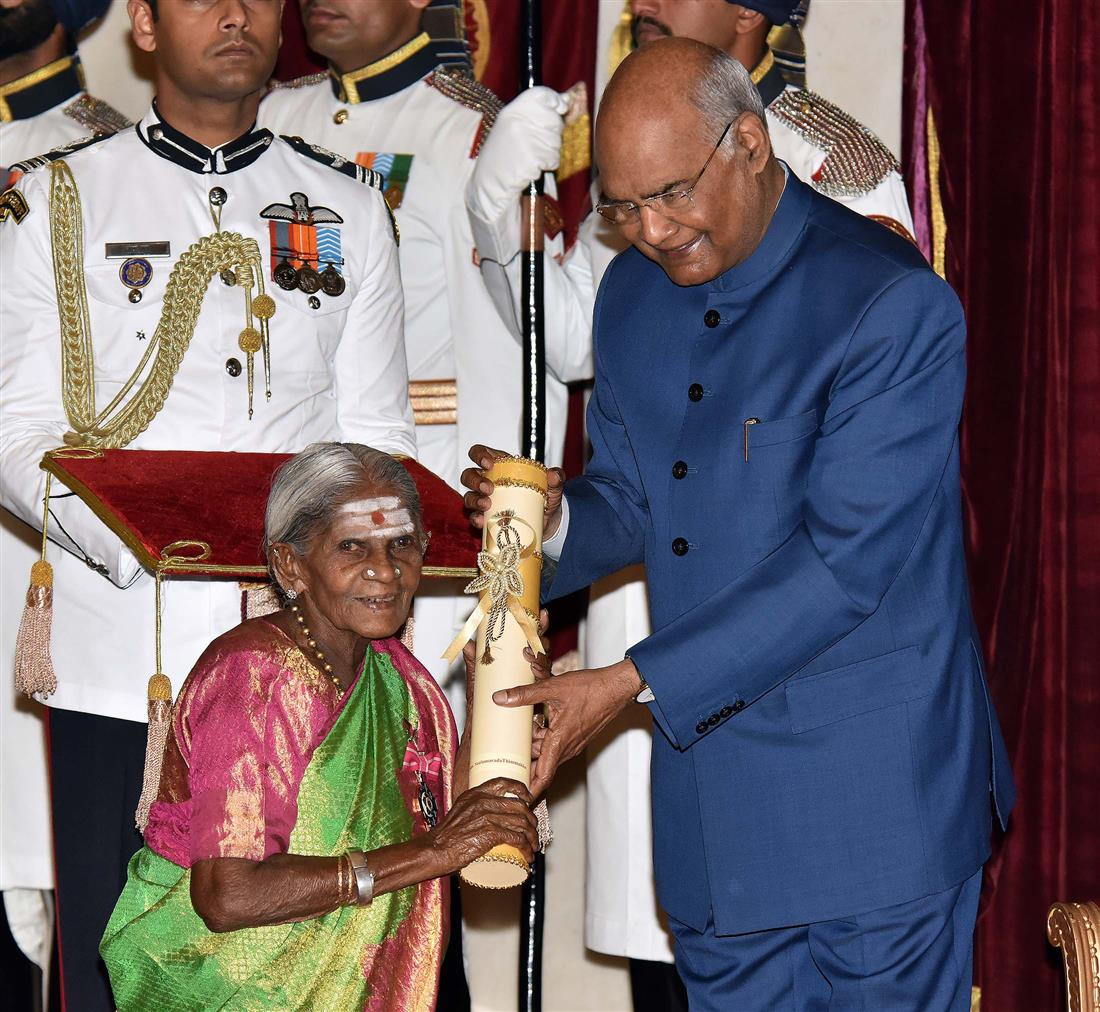
Президент Шрі Рам Натх Ковінд вручає нагороду Падма Шрі Саалумараді Тіммакці на церемонії інвестиції в Раштрапаті Бхавані, Нью-Делі, 16 березня 2019 року.

- Премія Nadoja Університету Хампі - 2010
- Національна відзнака громадянина - 1995[11]
- Премія Індіри Пріядаршіні Вріксамітра - 1997[11]
- Премія Вірачакра Прашастхі - 1997
- Почесна грамота Департаменту захисту жінок і дітей уряду Карнатаки
- Подяка від Індійського інституту деревознавства та технології, Бангалор.
- Премія Карнатаки Калпаваллі - 2000
- Премія Годфрі Філіпса за хоробрість - 2006.[13]
- Премія Вішалакші від організації Мистецтво життя
- Премія Вішватма від фонду Хувінахол -2015
- Одна зі 100 жінок BBC у 2016 році[14]
- She's Divine Award від фонду I and You Being Together 2017
- Премія Парісара Ратана
- Нагорода зеленого чемпіона
- Премія Врікшаматхи

## Поточна діяльність

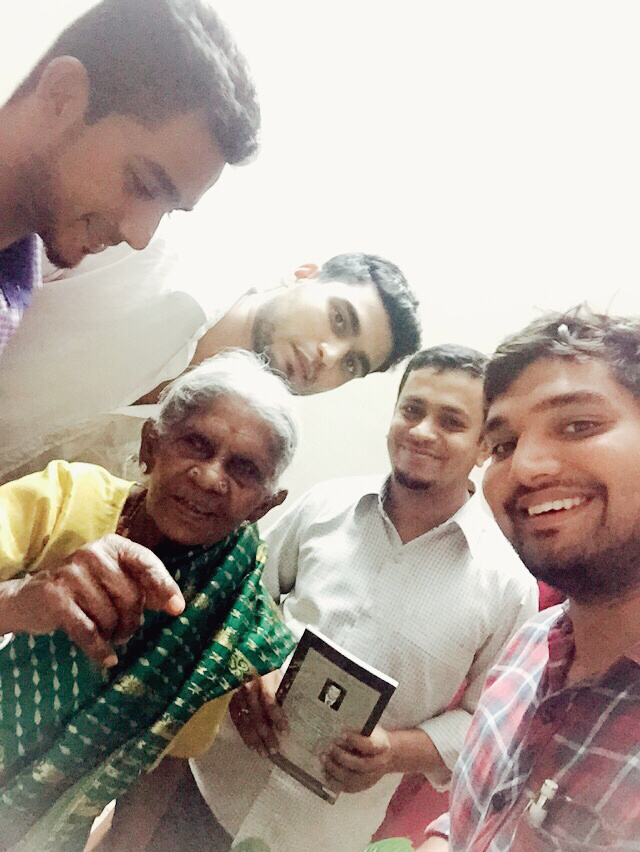
Тіммакка з членами Campus Friend of India у Всесвітній день навколишнього середовища, 2015

Чоловік Тіммакки помер у 1991 році. Сьогодні Тіммакку запрошують до багатьох програм лісорозведення в Індії. Вона також брала участь у іншій громадській діяльності, як-от будівництво резервуара для зберігання дощової води для щорічного ярмарку, що проходить у її селі. Вона мріє побудувати в своєму селі лікарню на згадку про чоловіка, і для цього створено трест.
У 1999 році про її роботу був знятий документальний фільм під назвою Thimmakka Mathu 284 Makkalu, представлений на Міжнародному кінофестивалі в Індії 2000 року.
У 2016 році Саалумарада Тіммакка була включена Британською телерадіокомпанією до списку найвпливовіших і найнадихніших жінок світу.
У грудні 2020 року вона успішно перенесла операцію на стегні.

## Зловживання ім’ям
Тіммакка звинуватила комікесу з Делі Васу Ріту Прімлані у зловживанні її іменем. 9 травня Тіммакка подала приватну скаргу до суду першого класу Раманагари (JFMC) проти індійця-нерезидента Ріту Прімлані за те, що він керував організацією, названою на її честь, щонайменше 14 років без її згоди чи відома.
У 2014 році Високий суд штату Карнатака виніс рішення на користь Прімлані, заявивши, що «якщо всі звинувачення проти пані Прімлані правдиві, вони все одно не будуть вважатися злочином», і що це обвинувачення Штату Карнатака проти Ріту Прімлані. Фактично, Тіммакка зустріла Прімлані у 2003 році, коли Прімлані доклала зусиль, щоб відвідати її, і Тіммакка заявила, що вона «задоволена», що Прімлані назвала організацію на її честь.
Більше ніж за десять років до звинувачень Примлані створила неприбуткову організацію. Прийомний син Тіммакки, Умеш, стверджував, що організація неправильно використовує її ім'я для збору пожертв. Прімлані відвідала Тіммакку ще в 2003 році, де були зроблені фотографії, на яких вона дарує Тіммакку сарі.
Після скарги поліцейський прибув до Alliance Francaise і Jagriti в Бангалорі, де Прімлані виступала зі своїми шоу, щоб взяти її під варту. Прімлані стверджує, що після настання темряви вона була взята під варту чоловіком-поліцейським, що суперечить закону. Вона каже, що на місце прибуло десяток поліцейських, але вони не порушили її шоу. Вона стверджує, що її переслідують адвокати Тіммакки письмовими погрозами, що є ознакою вимагання.
Хоча сама Тіммакка була в основному доступна для коментарів, вона згадала про свою мізерну пенсію в розмірі 400  рупій і була процитована "Що, якщо станеться зловживання і моє ім'я буде заплямованим?". Останнім часом Тіммакка мала труднощі з фінансами, бо на її фінансовий стан вплинули витрати на лікування.